# Пауль Гіндеміт
Пауль Гіндеміт (Хіндеміт, нім. Paul Hindemith; 16 листопада 1895, Ганау-на-Майні — 28 грудня 1963, Франкфурт-на-Майні) — німецький композитор, диригент, альтист і теоретик музики.

## Біографія

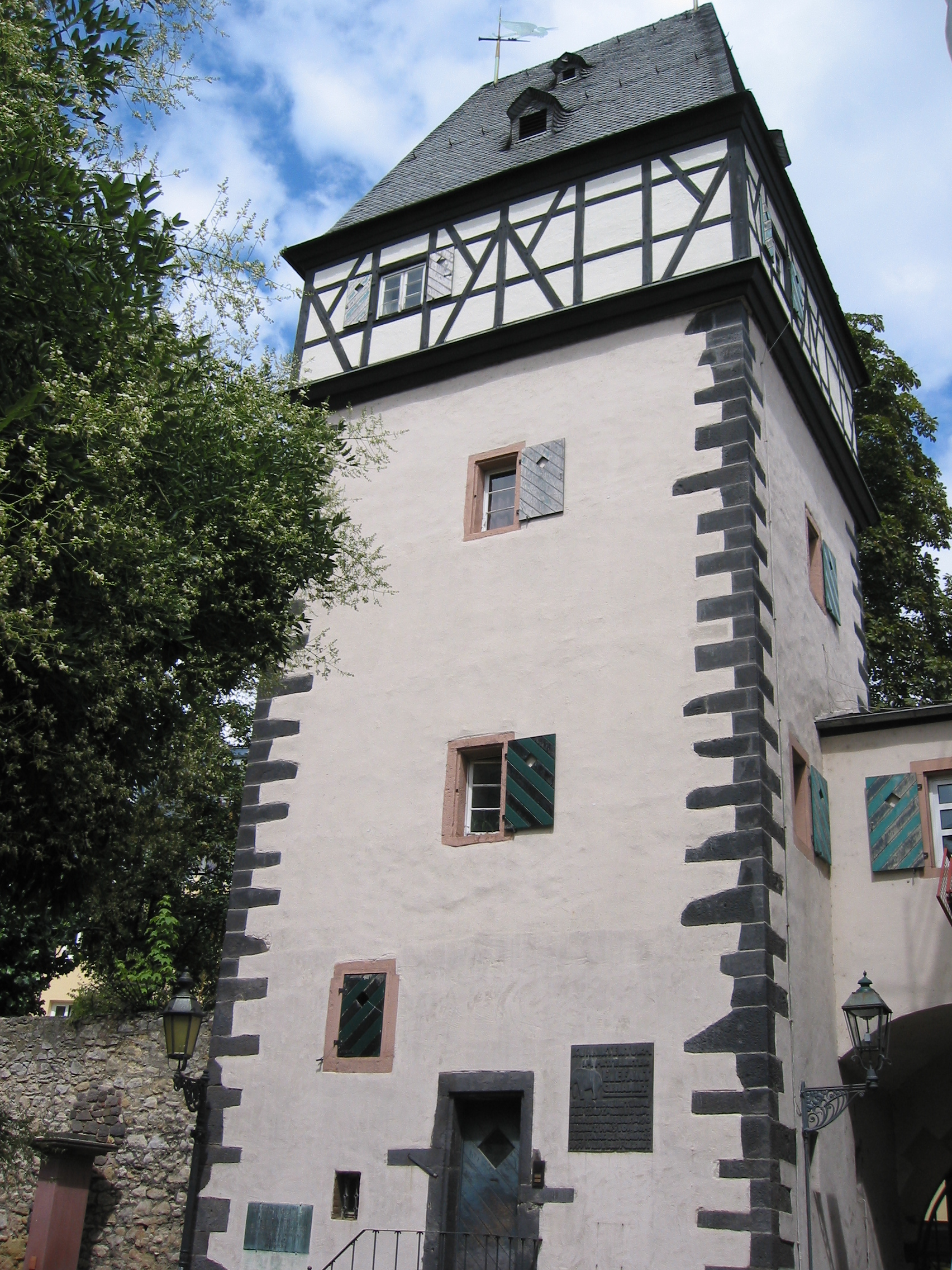
Вежа у Франккфурті, де жив Пауль Гіндеміт

Народився у Ганау-на-Майні у сім'ї робітника. У дитинстві вчився грати на скрипці. У 1905 році з сім'єю переїхав до Франкфурта-на-Майні, де з 13 років працював в оркестрах й одночасно вчився в консерваторії студіюючи композицію та скрипку. В 1915—1923 роках працював концертмейстером оперного театру у Франкфурті.
У 1920-х роках П. Гіндеміт став помітним, як один з лідерів музичного модернізму. В його творах помітний вплив Й. Брамса та М. Регера. У 1921—1929 був керівником і альтистом квартету «Амар — Гіндеміт», з яким активно концертував у країнах Європи, в тому числі відвідав і СРСР.

У 1927—1935 роках П. Гіндеміт був професором Вищої музичної школи в Берліні. У 1934 р. із приходом до влади нацистів, Гіндеміт зазнав переслідувань — його музика вважалася «дегенеративною», а особистий представник Гітлера з питань культури Альфред Розенберг писав наступне: 
|  | Коли талановитий музикант, подібний Гіндеміту, після починань у дусі германізму живе, працює й почуває себе як удома в єврейському суспільстві, коли він обертається майже цілком у колі євреїв, коли він згідно з духом листопадової республіки задовольняється порожнім наслідуванням німецькій музиці, — це його справа; але він дасть іншим право відійти від нього й від його кола; націонал-соціалістська революція порвала зв'язки особисті, художні й політичні з Гіндемітом. |

Гіндеміт змушений був емігрувати до Великої Британії, потім Туреччини, а у 1939 р. він оселився у США, там продовжував концертну діяльність, викладав у Єльському університеті (Коннектикут), читав курс лекцій з поетики в Гарвардському університеті (1949—1950). У 1947 році відвідав Європу, з 1951 року періодично приїжджав викладати в Цюрихському університеті. У 1953 році переселився до Швейцарії. Помер у Франкфурті-на-Майні від панкреатиту.

## Творчість
Формування Гіндеміта як композитора відбувалося за часів напружених суспільно-політичних обставин у Німеччині й Австрії, коли помітний вплив починає здобувати експресіонізм, в той же час впливовим залишається і мистецтво пізнього романтизму. Пізноромантичні й експресіоністичні риси відбилися на ранній творчості П. Гіндеміта, проте вже у 1920-х роках Гіндеміт прийшов до запереченням цих традицій.
Звернувшись до традицій Й. С. Баха та поліфоністів добахівської епохи, композитор відновлює і розвиває стародавні поліфонічні форми, ставши біля витоків нового стилю в європейській музиці — неокласицизму. Найяскравіше цей стиль проявився у серії «Камерна музика» (Kammermusik) 1922—1927 років, кожна з яких була написана для невеликих, часто нестандартних інструментальних ансамблів. Пізніша камерна творчість Гіндеміта також вирізняється надзвичайно широким спектром інструментів, він став одним із небагатьох композиторів, творчий доробок яких має сонати майже для всіх інструментів симфонічного оркестру, включно з контрабасом.
У 1930-ті роки Гіндеміт звертається до симфонічних жанрів, у 1935 він, тимчасово проживаючи у місті Ленцкірх, завершує оперу «Художник Матіс», основою якого стала біографія відомого митця Маттіаса Грюневальда. Музика цієї опери лягла в основу однойменної симфонії Гіндеміта. Як і Курт Вайль або Ернст Кшенек, Пауль Гіндеміт звертався до жанру так званої ужиткової музики (нім. Gebrauchsmusik), навіяної концепцією Бертольта Брехта й розрахованої на аматорське музикування.
У ці ж роки Гіндеміт розробив унікальну гармонічну систему, яка характеризується, як і класичний мажоро-мінор наявністю тонального центру, проте може вільно використовувати всі 12 звуків хроматичної гами. Інтервали 12-ступеневого ладу розміщені П. Гіндемітом у порядку їх загострення дисонантності. Аналогічний принцип закладено в основу класифікації акордів, які він розбив на шість категорій в залежності від наявності тритону, а також відчутності тонального центру. Що стосується мелодики, то система Пауля Гіндеміта тяжіла до уникнення таких малюнків, що включали б мажорні чи мінорні тризвуки.
У кінці 1930-х П. Гіндеміт пише музикознавчу книгу «Майстерність музичної композиції», в якій він детально описує свою систему, яку використовуватиме протягом усього свого творчого шляху. Крім того, П. Гіндеміт намагався використати цю систему і для аналізу творчості інших композиторів, починаючи від Й. С. Баха і закінчуючи Шенбергом.
Напевно найпоказовішим прикладом застосування 12-тонової системи став фортепіанний цикл «Ludus Tonalis», що складається з 12 фуг, відповідно до 12 можливих тональних центрів та інтерлюдій між фугами (відкриває цикл прелюдія і завершує постлюдія). Порядок тональностей визначається порядком слідування інтервалів 12-ступеневого ладу від ноти до.
Серед інших широко відомих творів П. Гіндеміта слід перелічити симфонічні варіації на тему К. М. Вебера, симфонічну поему «Гармонія світу», симфонію in B та багато інших.

### Опери
- «Вбивця, надія жінок» (Morder, Hoffnung der Frauen) (1919)
- Das Nusch-Nuschi (1920)
- Sancta Susanna (1921)
- «Сьогоднішні новини» (Neues vom Tage) (1928-29; редакція 1953-54)
- «Художник Матіс» (Mathis der Maler) (1934—1935)
- «Кардиляк»[de] (1926; редакції 1952 і 1961)
- «Гармонія світу» (Die Harmonie der Welt) (1956—1957)
- «Довгий різдвяний обід» (1960—1961)

### Балети
- Triadisches Ballett, with Oskar Schlemmer (1923)
- Nobilissima Visione, with Léonide Massine (1938)
- Чотири темпераменти

### Для оркестру
- Концерт для оркестра, Op. 38 (1925)
- Бостонська симфонія, Op. 50 (1930)
- Філармонічний концерт (1932)
- Симфонія «Художник Матісс» (1933—1934)
- Симфонія in Es (1940)
- Симфонічні метаморфози на тему К. М. Вебера (1943)
- Symphony Serena (1946)
- Симфоніетта мі мажор (1949)
- Симфонія «Гармонія світу» (1951)
- Симфонія in B (1951)
- Піттсбурзька симфонія (1958)
- 5 п'єс для струнного оркестру

### Концерти
- Концертна музика для фортепіано, мідних духових і двох арф op.49 (1930)
- Концерт для фортепіано з оркестром (1945)
- Концерт для скрипки з оркестром
- Траурна музика для альта і струнних
- Der Schwanendreher, для альта з оркестром
- Концерт для віолончелі з оркестром
- Концерт для труби з оркестром
- Концерт для кларнета з оркестром
- Концерт для валторни з оркестром
- Концерт для органу з оркестром
- Концерт для труби і фагота з оркестром

### Вокальні твори
- When Lilacs Last in the Dooryard Bloom'd (Requiem для those we love), для chorus and orchestra, based on the poem by Walt Whitman (1946)
- Das Marienleben, song cycle для soprano and piano, based on poems by Rainer Maria Rilke, which exists in two versions. (There is also an orchestration by the composer of six of the songs from the cycle, для soprano and orchestra.)
- Six Chansons, 6 pieces для a cappella choir, settings of French poetry by Rainer Maria Rilke (1939)

### Камерні твори
- Струнний квартет № 1 in C, Op. 2
- Струнний квартет № 2 фа мінор, Op. 10
- Струнний квартет № 3 in C, Op. 16
- Струнний квартет № 4, Op. 22
- Струнний квартет № 5, Op. 32
- Струнний квартет № 6 in Es
- Струнний квартет № 7 in Es
- Струнне тріо № 1, Op. 35 (1924)
- Струнне тріо № 2 (1933)
- Квартет дерев'яних духових № 1
- Септет для флейти, гобоя, кларнета, бас-кларнета, фагота, валторни і труби (1948)
- Октет для кларнета, фагота, валторни, скрипки, 2 альтів, віолончелі і контрабаса(1958)
- 8 п'єс для 2 скрипок, альта, віолончелі і контрабаса (1927)

### Інструментальні твори
для струнних:
- Скрипкові
  - Соната для скрипки і фортепіано in Es op. 11 № 1 (1918)
  - Соната для скрипки і фортепіано in D op. 11 № 2 (1918)
  - Соната для скрипки і фортепіано in E (1935)
  - Соната для скрипки і фортепіано in C (1939)
  - Соната для скрипки соло op. 31 № 1 (1924)
  - Соната для скрипки соло op. 31 № 2 (1924)
- Альтові
  - Соната для альта і фортепіано in F op. 11 № 4 (1919)
  - Соната для альта і фортепіано op. 25 № 4 (1922)
  - Соната для альта і фортепіано (1939)
  - Соната для альта соло op. 11 № 5 (1919)
  - Соната для альта соло op. 25 № 1 (1922)
  - Соната для альта соло op. 31 № 4 (1923)
  - Соната для альта соло(1937)
  - Kleine Sonate für Viola d'amore und Klavier op. 25 Nr. 2 (1922)
- Віолончельні
  - Соната для віолончелі і фортепіано op. 11 № 3 (1919)
  - Соната для віолончелі і фортепіано (1948)
  - Соната для віолончелі соло op. 25 № 3 (1923)
  - Drei Leichte Stücke для віолончелі і фортепіано (1938)
- Соната для контрабаса і фортепіано (1949)

для духових:
- Канонічна сонатина для двох флейт op. 31 No.3 (1923)
- Соната для флейти і фортепіано (1936)
- 8 п'єс для флейти соло (1927)
- Соната для гобоя і фортепіано (1938)
- Соната для англійського ріжка і фортепіано (1941)
- Соната для кларнета і фортепіано (1939)
- Соната для фагота і фортепіано (1938)

- Соната для труби і фортепіано (1939)
- Соната для валторни і фортепіано (1939)
- Соната для чотирьох валторн (1952)
- Alto Horn (also для french horn or alto saxophone) Соната (1943)
- Соната для тромбона і фортепіано (1941)
- Соната для туби і фортепіано (1955)

Інше:
- Соната для арфи (1939)

### Для фортепіано
- Соната для фортепіано № 1 (1936)
- Соната для фортепіано № 2 (1936)
- Соната для фортепіано № 3 (1936)
- Соната для фортепіано в 4 руки (1938)
- Соната для двох фортепіано (1942)
- Ludus Tonalis

### Для органу
- Соната для органу № 1 (1937)
- Соната для органу № 2 (1937)
- Соната для органу № 3 (на старовинні народні теми)(1940)